# Hell and Back
 (février 2016).
Si vous disposez d'ouvrages ou d'articles de référence ou si vous connaissez des sites web de qualité traitant du thème abordé ici, merci de compléter l'article en donnant les références utiles à sa vérifiabilité et en les liant à la section « Notes et références ».
Hell and Back est un film d'animation américain stop-motion sorti en 2015, réalisé par Tom Gianas et Ross Shuman, écrit par Hugo Sterbakov et Zeb Wells. On peut y entendre les voix de Nick Swardson, Mila Kunis ou encore Bob Odenkirk.